# ユラン (ロシアの伝承)
ユラン（タタール語: җылан、ジュランとも）、ロシア語で「ジラント」(Зилант)、英語で「ジラント」(Zilant) とはカザン市の象徴にもなっているドラゴンとワイバーンの中間に位置する竜であるがドラゴンに近いためドラゴンと呼んでさしつかえない。この記事はモスクワ州カシーラ市もジラントを象徴としているため主にロシア語・英語表記の「ジラント」の語を用いて中心に説明するが、ユランはテュルク系民族の象徴でもあるのでユラン/ジラントはなるべく併記する方向で記事を作成することにした。元々ユラン/ジラントとは「蛇」・「大蛇」・「竜」という意味である。それがそのままドラゴンとして固有名詞にもなっている。

## ユラン（ジラント）伝承の起源
ユラン伝承とは統一されていない伝承群説話である。ユラン（竜）の善悪が反転しているものも特徴である。伝えられている一つの伝説によると、古カザンにはまだ処女でかつ美しいお姫様が住んでいた。姫はカザンカ川の清流とハーンが持つ僻地を譲り受けたという。そこで姫は街を「ジランタウ」（Zilantaw、蛇の丘という意味）に移すことを提案し、ハーンもこれに同意した。しかしながら丘には名前の通り「丈夫な丸太」のごとき蛇が多く出没しており、さらにジランタウには蛇たちの王である巨大な「ジラント」が住んでいた。ジラントは１つめの首は草食だが、もう片方の首は処女や若者を貪っていたという。魔術師はハーンに藁と木で出来た建造物をジランタウの近くに建てることを助言した。 春になると冬の間に藁と木で出来た建築物の穴から入ったため蛇たちがいなくなっていた。騎士が藁と木で出来た建築物に火を放ち蛇を焼き殺した。あたりには蛇の死臭がただよっていた。しかし、主であるジラントはカバン湖(Qaban lakes)に逃げた。カバン湖に逃げたジラントはときおり人をさらって貪ったため、後に退治されたという。別の伝承では黒湖（Black lake)に逃げのびた時に精霊となり、湖に沈んだ後、湖のさらに深くに地底世界を作りそこで地底世界の王となったという。それどころかジラントは逃げずにカザンから50 çaqrım （1 マイル =約1.6Kｍ＝ 7 çaqrım なのでおよそ11Kmとなる)離れた場所で騎士と再戦するというお話まである。この説話の場合、ジラントは騎士によって６つの肉片と化しようやく退治されたという。しかし騎士もジラントの毒が身体に突き刺さるという死闘を繰り広げた。
これらの伝承から伝説の地を「ジランタウ」と呼ぶことにした。大きなカーブがあることからそう呼ばれる。ジラントは時折混乱しながら湖のそば丘の近くを飛んでいたという。最初に人々が訪れたときは魔術師に贈り物を届け、代わりに退治してくれるようにと頼んだという伝承がある。このように伝わる伝承はまったくバラバラである。
ジラントあるいはアジュダハ（Ajdaha）は、Aq Yılan（「白蛇」の意）とは区別しなければならない。Aq Yılanは蛇の王である。Aq YılanもしくはŞahmara（ペルシア語のshah「シャー、王」およびmar「蛇」に由来する）は、英雄譚に登場する英雄（バートル）達に助言を送り、しばしば贈り物を与えることによって彼らを助ける。人々に恩恵をもたらすという点において、Aq Yılanは中国の竜に似る。

### 類似伝承
アフマド・イブン・ファドラーンが10世紀にヴォルガ・ブルガールに進出したところ兵士らは長い巨大な木と同じ太さの蛇を見たという。蛇を殺そうとしたが危害を加えることは無かった。蛇はアッラーに平和を祈願したところ翼が生えた。その翼によって遠くにまで逃げたという。いわゆるチュヴァシ竜伝承である。トゥルク系諸民族にとってはユランはトーテムであり当初から民族の象徴であった。やがてブルガール伝承が混在し、民族の象徴だけでなく守護神となっていった。

### ジラントフ（ユラントフ）修道院

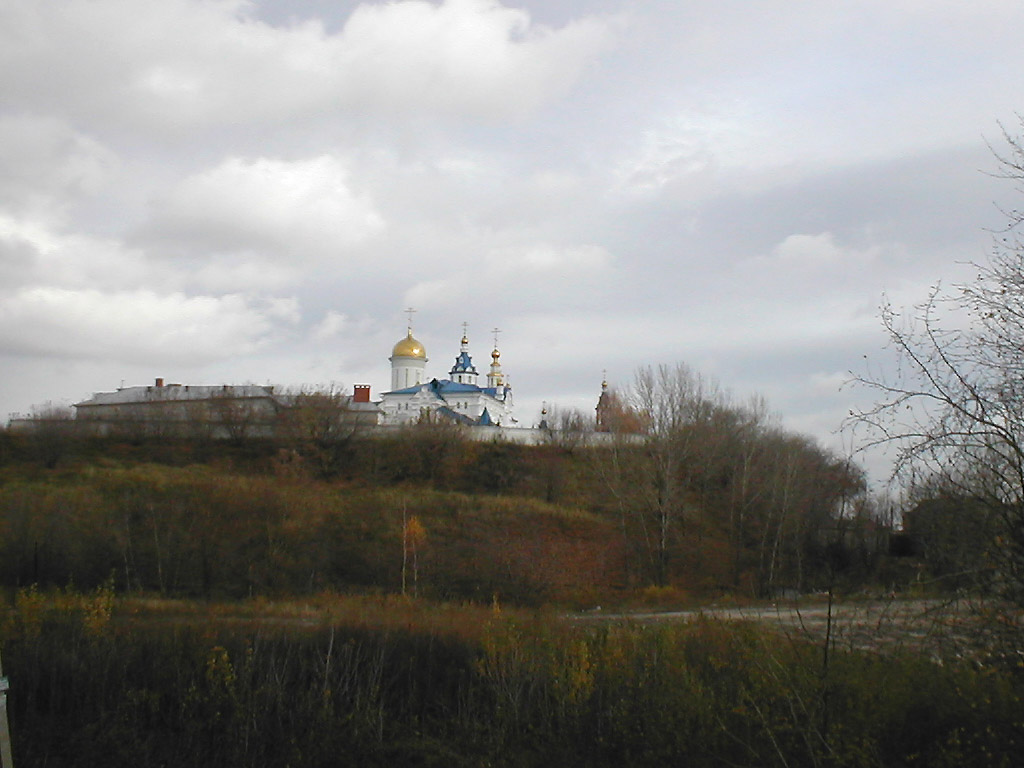
ジラントフ修道院

ジランタウの上にジラントフ修道院がある。「ユラントフ修道院」（Yılantaw monastery）とも言う。もちろん、ジラントフ修道院（Zilantaw monastery）とはジラント（ユラン）伝承から来ている言葉で、「ジラン（蛇）・タウ（丘）」とい言葉から派生した。今では観光名所となっている。ジラント伝承ゆかりの地に修道院が立っている。カザンの項目を見ればわかる通り、古カザンの集落跡が見つかる場所でもあり、歴史的・考古学的にも重要な場所である。

## カザンの象徴として

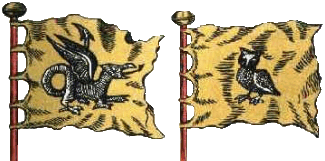
カザン・ハン国の国旗にもなったジラント（左）。

ジョチ・ウルス衰退後のカザン地域はテュルク系イスラーム国家であるカザン・ハン国として統治していた。カザン・ハン国の国旗の１つにジラントは採用された。この時のジラントは黒竜の姿で翼も黒である。ロシアのイワン雷帝はカザン・ハン征服後にカザン・ハーンの称号があるこの国旗を紋章として採用したためこの竜伝承と像は後世まで生き残った。ただしロシア風に改めることとなり「1つの頭、4つの鶏の脚、鳥の身体、および蛇の鱗」でジラントを表した。 その結果、竜の表現に一部コカトリスのような表現が混じるドラゴンとなった。1730年国王令は、カザンの紋章ジラントを書き直した。法令により「カザンの金冠で覆われた白いフィールドで赤の翼をした黒い蛇」と説明。これによりジラントはロシア帝国の紋章に組み入れられた。

モスクワの紋章（聖ゲオルギウス）

1991年のソビエト連邦の崩壊以後、タタール系が50％以上住むタタールスタン共和国とモスクワから東に800ｋｍ離れたタタールスタン共和国の首都カザンは民族主義意識が高揚した。その結果首都カザンは「ユラン」（ジラント）を全面的に打ち出すこととなった。しかし、モスクワの紋章が竜退治の聖ゲオルギウスであり、竜退治の紋章であることから一部には反発が出たことも事実である。タタールスタン側から見ると、「モスクワに征服されたカザン」とも読み取れるからである。
しかしモスクワの象徴がロマノフ朝の鷲であるのに対し、タタールの象徴であるカザンはドラゴンが象徴となった。なぜならカザンを守っている竜であることに変わりはなく都市とタタール系民族の象徴だからである。この点はウェールズ民族意識の象徴である赤い竜と変わりがない。現在はタタールスタン共和国独立運動は一応収束し、タタールスタン共和国はロシア連邦の一員となっている。
今ではジラントはカザン市のいたるところに絵や銅像があり、市民に親しまれている（地下鉄構内の通路天井にもジラントが描かれている）。

## 様々なジラント（ユラン）

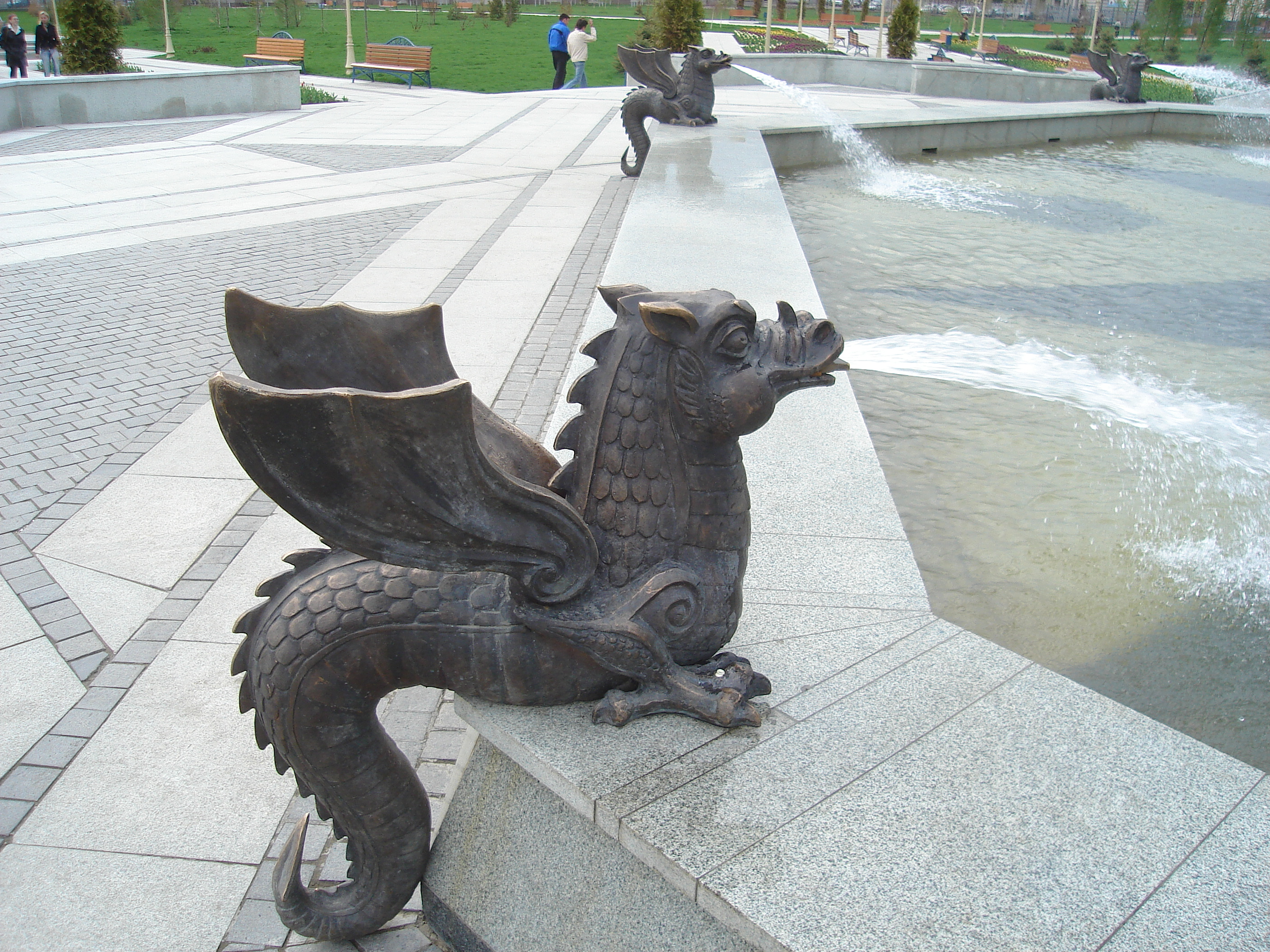
カザンの噴水の一部
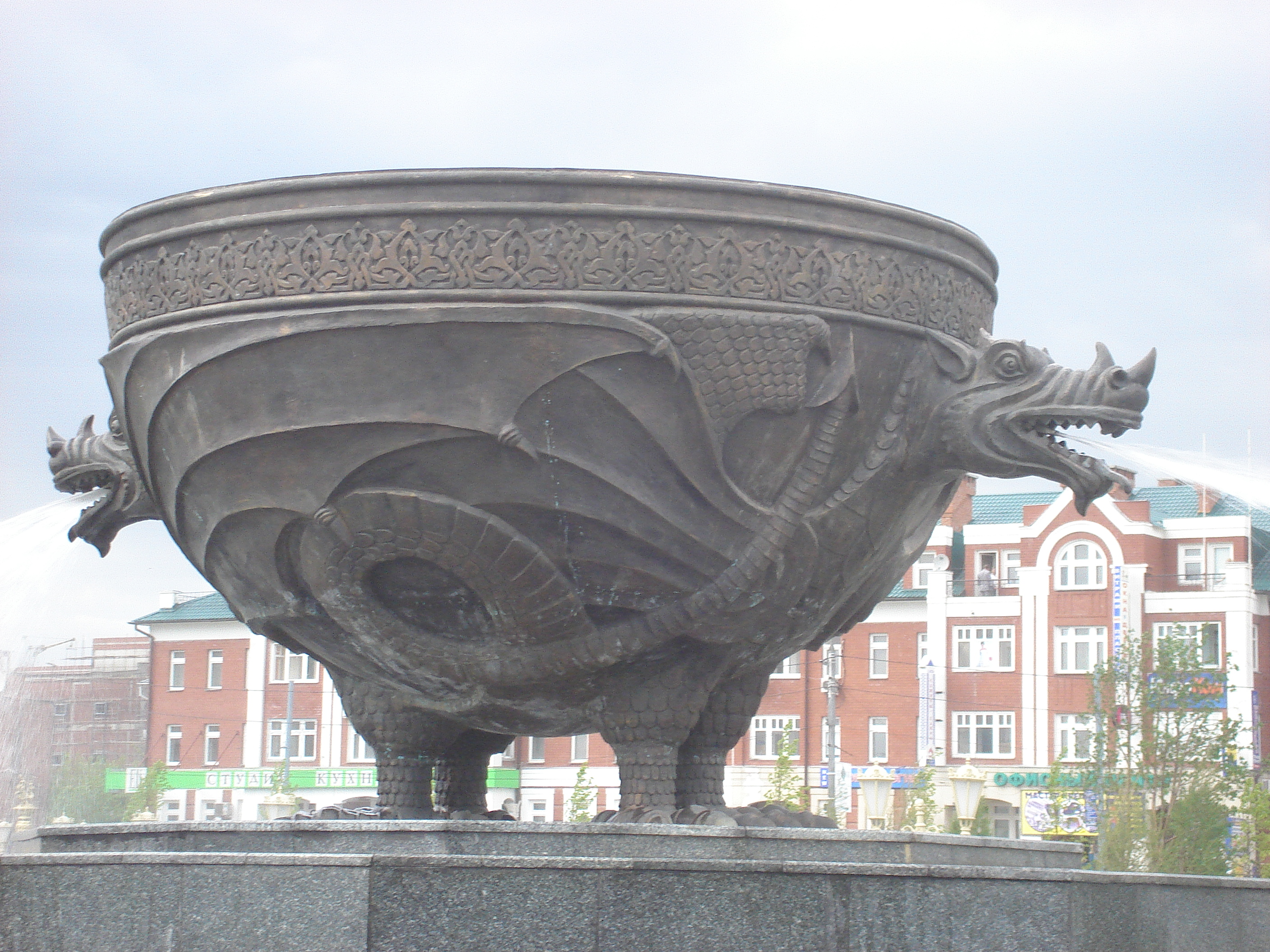
カザンの噴水の一部
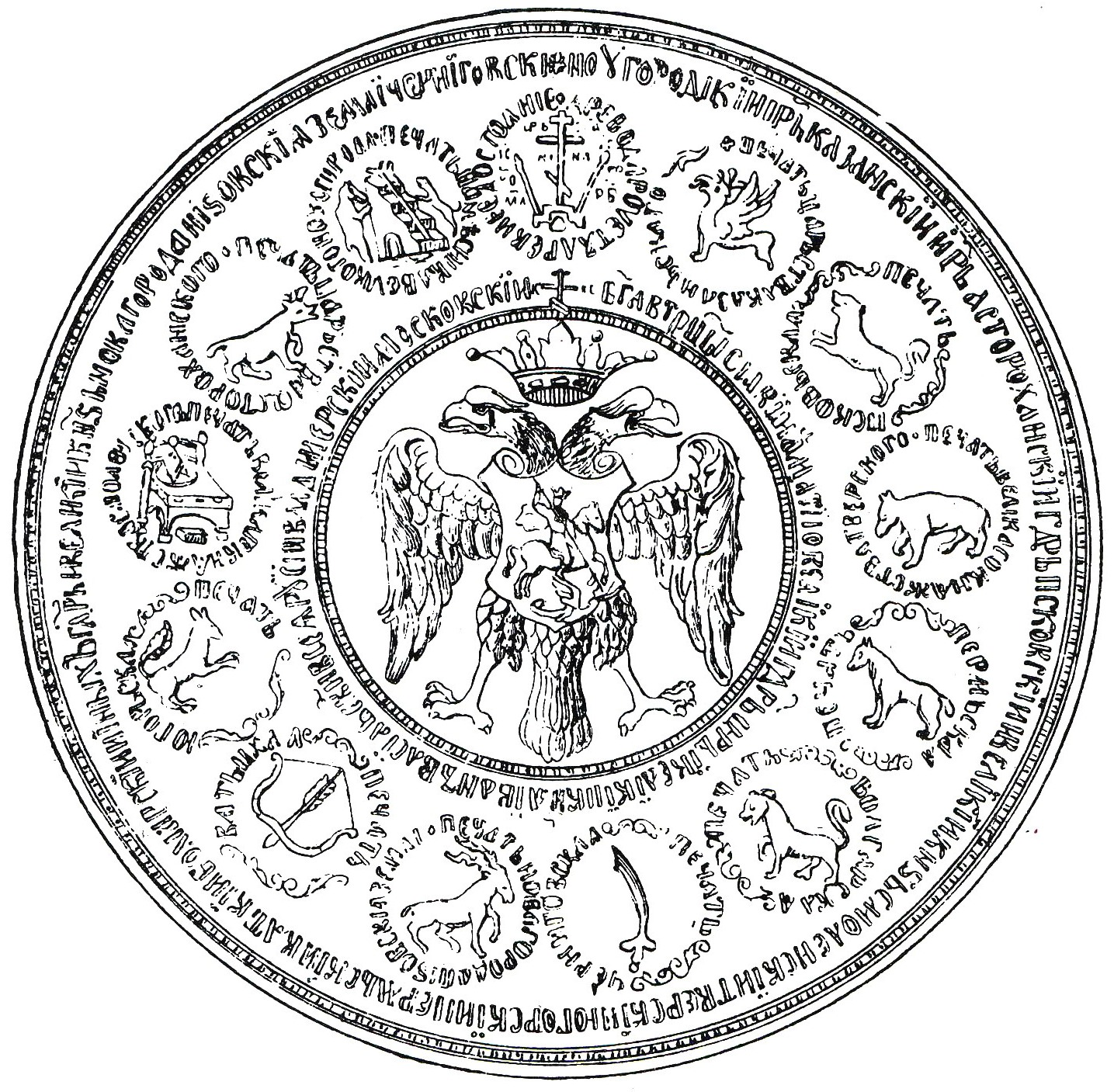
イヴァン4世の紋章
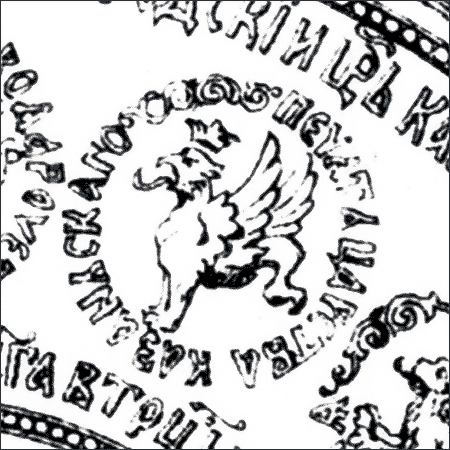
イヴァン4世の紋章の一部に描かれたジラント（ユラン）

### 様々な紋章（タタールスタン共和国）

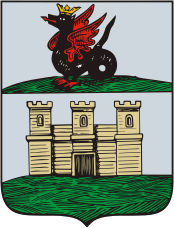
アルスク（Arsk/Arça）  (1781)
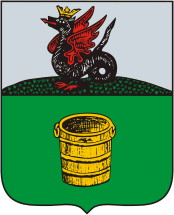
チストポリ（Chistopol/Çístay） (1781)
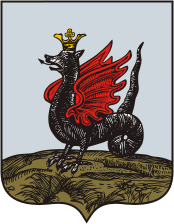
カザン（Kazan/Qazan） (1781)
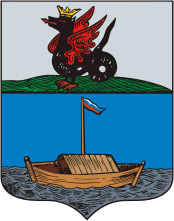
ライシェヴォ（Laishev/Layış） (1781)
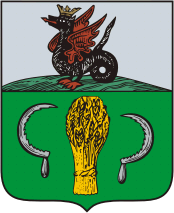
ママディシュ（Mamadysh/Mamadış） (1781)
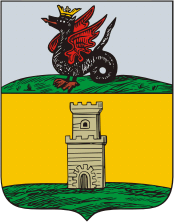
ボルガル（Spassk/Bolğar） (1781)
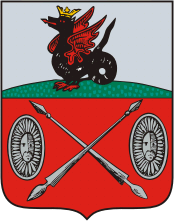
テチューシ（Tetyushi/Täteş） (1781)

### 様々な紋章（モスクワ州）

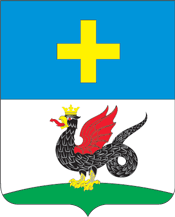
カシーラ（モスクワ州） (1998)